# Categorías regionales de fútbol femenino de España 2013-14

## Galicia
http://www.futgal.es/pnfg/NPcd/NFG_VisClasificacion?cod_primaria=1000120&codgrupo=7347728&codcompeticion=7347343&codjornada=

## Principado de Asturias
| \| \| Regional Asturiana Femenina (2013-2014) \| |                                         |                   |
| Pos.                                             | Equipo                                  | Localidad         |
| 1º                                               | Oviedo Moderno B                        | Oviedo            |
| 2º                                               | CD Femiastur                            | Avilés            |
| 3º                                               | Langreo femenino                        | Langreo           |
| 4º                                               | Oviedo Moderno C                        | Oviedo            |
| 5º                                               | CD Oviedo 06                            | Oviedo            |
| 6º                                               | CD Manuel Rubio                         | Gijón             |
| 7º                                               | CF Llosalín                             | Ribera de Arriba  |
| 8º                                               | Gijón FF                                | Gijón             |
| 9º                                               | UD Llanera                              | Posada de Llanera |
| 10º                                              | CD Vallobín                             | Oviedo            |
| 11º                                              | CD Femiastur B                          | Avilés            |
| 12º                                              | UD Prados San Julián                    | Oviedo            |
| 13º                                              | C Hispano                               | Piedras Blancas   |
|                                                  | Regional Asturiana Femenina (2013-2014) |                   |

- La Preferente

## Castilla y León
| \| \| 1ª División Regional Femenina (2013-2014) \| |                                           |                                                   |
| Pos.                                               | Equipo                                    | Localidad                                         |
| 1º                                                 | CD Nuestra Señora de Belén                | Burgos                                            |
| 2º                                                 | León FF                                   | León                                              |
| 3º                                                 | CD San Pío X                              | Valladolid                                        |
| 4º                                                 | CDF Trobajo del Camino                    | Trobajo del Camino (San Andrés del Rabanedo)      |
| 5º                                                 | Santa Ana FS                              | Astorga                                           |
| 6º                                                 | Capiscol CF                               | Burgos                                            |
| 7º                                                 | Arandina CF                               | Aranda de Duero                                   |
| 8º                                                 | Salamanca FF "B"                          | Salamanca                                         |
| 9º                                                 | CD Carbajosa                              | Carbajosa de la Sagrada                           |
| 10º                                                | CD San Juanillo                           | Palencia                                          |
| 11º                                                | CD Parquesol "B"                          | Valladolid                                        |
| 12º                                                | CD Amigos del Duero "B"                   | Zamora                                            |
| 13º                                                | CP Casa Social Católica "B"               | Ávila                                             |
| 14º                                                | CD Nuestra Señora de Belén "B"            | Burgos                                            |
| 15º                                                | CF Villa del Tratado                      | Tordesillas                                       |
| 16º                                                | Unión Valdornesa CD                       | Posada de Valduerna (Villamontán de la Valduerna) |
|                                                    | 1ª División Regional Femenina (2013-2014) |                                                   |

## País Vasco
http://eff-fvf.eus/pub/calendario.asp?idioma=ca&idGrupo=1&idcompeticion=468

## Navarra
https://www.futnavarra.es/competiciones/ Archivado el 26 de octubre de 2018 en Wayback Machine.

## La Rioja
| \| \| Liga Femenina Fútbol-11 (2013-2014) \| |                                     |                        |
| Pos.                                         | Equipo                              | Localidad              |
| 1º                                           | Atlético Revellín                   | Logroño                |
| 2º                                           | Recreativo Villamediana             | Villamediana de Iregua |
| 3º                                           | EF Najera                           | Najera                 |
| 4º                                           | EDF Logroño                         | Logroño                |
| 5º                                           | AF Calahorra                        | Calahorra              |
| 6º                                           | Yagüe CF                            | Logroño                |
| 7º                                           | Haro Sport Club                     | Haro                   |
|                                              | Liga Femenina Fútbol-11 (2013-2014) |                        |

## Aragón
| \| \| liga Femenina (2013-2014) \| |                               |                        |
| Pos.                               | Equipo                        | Localidad              |
| 1º                                 | Unión Aragonesa               | Zaragoza               |
| 2º                                 | SD Ejea                       | Ejea de los Caballeros |
| 3º                                 | CF Utebo                      | Utebo                  |
| 4º                                 | AD Peñaflor                   | Peñaflor               |
| 5º                                 | Fuensport                     | Teruel                 |
| 6º                                 | Transportes Alcaine "cadete"  | Zaragoza               |
| 7º                                 | CD Delicias                   | Zaragoza               |
| 8º                                 | Transportes Alcaine "juvenil" | Zaragoza               |
| 9º                                 | Peña Ferranca                 | Barbastro              |
| 10º                                | Villanueva CF                 | Villanueva de Gállego  |
| 11º                                | CD Calanda                    | Calanda                |
| 12º                                | Eureka 7                      | Tarazona               |
| 13º                                | San Antonio CF                | Zaragoza               |
| 14º                                | CD Peñas Oscenses "B"         | Huesca                 |
| 15º                                | CD Zuera                      | Zuera                  |
| 16º                                | Peña Ferranca "B"             | Barbastro              |
| 17º                                | Atlético Monzalbarba          | Monzalbarba            |
| 18º                                | San Antonio CF "B"            | Zaragoza               |
|                                    | liga Femenina (2013-2014)     |                        |

## Cataluña
| \| \| Preferent Femení (2013-2014) \| |                              |                                           |
| Pos.                                  | Equipo                       | Localidad                                 |
| 1º                                    | Vic UEC                      | Vich                                      |
| 2º                                    | RCD Espanyol "C"             | Cornellá de Llobregat                     |
| 3º                                    | CF Lloret                    | Lloret de Mar                             |
| 4º                                    | CF Pallejá                   | Pallejá                                   |
| 5º                                    | CF Pardinyes                 | Pardiñas                                  |
| 6º                                    | CF La Roca Penya Blanc Blava | La Roca del Vallés                        |
| 7º                                    | CF Atlètic Plat              | El Prat de Llobregat                      |
| 8º                                    | EF Bonaire                   | Tarrasa                                   |
| 9º                                    | CF SantPedor                 | Sampedor                                  |
| 10º                                   | Llerona CE                   | Llerona (Las Franquesas del Vallés)       |
| 11º                                   | CE Sabadell CF               | Sabadell                                  |
| 12º                                   | UD Sant Quirze Besora        | San Quirico de Besora                     |
| 13º                                   | CF Parroquial Santa Eugenia  | Gerona                                    |
| 14º                                   | Club Bellavista Milán        | Corró de Vall (Las Franquesas del Vallés) |
| 15º                                   | Riudeperes CFA               | San Martín de Riudeperas                  |
| 16º                                   | Santfeliuenc FC              | San Feliú de Llobregat                    |
|                                       | Preferent Femení (2013-2014) |                                           |

## Islas Baleares
| \| \| Liga Femenina Autonómica (2016-2017) \| |                                      |                                                 |
| Pos.                                          | Equipo                               | Localidad                                       |
| 1º                                            | CF Sporting Mahón                    | Mahón                                           |
| 2º                                            | FC Mallorca Toppfotball              | Alcudia                                         |
| 3º                                            | Athletic Marrachí                    | Marrachí                                        |
| 4º                                            | UD Collerense "B"                    | Palma de Mallorca                               |
| 5º                                            | Algaida                              | Algaida                                         |
| 6º                                            | La Vileta                            | Palma de Mallorca                               |
| 7º                                            | Atlético Jesús                       | Nuestra Señora de Jesús (Santa Eulalia del Río) |
| 8º                                            | Son Sardina At D.S.S.                | Son Sardina (Palma de Mallorca)                 |
| 9º                                            | SCD Independiente                    | Campo Redondo (Palma de Mallorca)               |
| 10º                                           | Son Sardina Recreatiu                | Son Sardina (Palma de Mallorca)                 |
| 11º                                           | Interpla D.T.                        | Santa Eugenia                                   |
|                                               | Liga Femenina Autonómica (2016-2017) |                                                 |

## Comunidad Valenciana
| \| \| 1ª División Femenina - Grupo 1 (2013-2014) \| |                                            |                          |
| Pos.                                                | Equipo                                     | Localidad                |
| 1º                                                  | CF Ciudad de Benidorm                      | Benidorm                 |
| 2º                                                  | Levante UD "B"                             | Valencia                 |
| 3º                                                  | Valencia CF "B"                            | Valencia                 |
| 4º                                                  | Mislata CF                                 | Mislata                  |
| 5º                                                  | Sporting Plaza de Argel "B"                | Alicante                 |
| 6º                                                  | UD Alginet                                 | Alginet                  |
| 7º                                                  | San Antonio de Bengeber CF                 | San Antonio de Benagéber |
| 8º                                                  | CD Olímpic de Xátiva                       | Játiva                   |
| 9º                                                  | Villarreal CF "B"                          | Villarreal               |
| 10º                                                 | CFF Maritim "B"                            | Valencia                 |
| 11º                                                 | CD El Campello                             | El Campello              |
| 12º                                                 | CD Juventud Manisense                      | Manises                  |
| 13º                                                 | CF City Five Massanassa                    | Masanasa                 |
| 14º                                                 | Rojales CF                                 | Rojales                  |
|                                                     | 1ª División Femenina - Grupo 1 (2013-2014) |                          |

## Región de Murcia
| \| \| 1ª División Femenina - Grupo 1 (2013-2014) \| |                                            |                       |
| Pos.                                                | Equipo                                     | Localidad             |
| 1º                                                  | AF Cartagena Feminas                       | Cartagena             |
| 2º                                                  | AD Atlético Zeneta                         | Zeneta (Murcia)       |
| 3º                                                  | AD Ceutí Feminas                           | Ceutí                 |
| 4º                                                  | Alhama CF                                  | Alhama de Murcia      |
| 5º                                                  | CD Minerva Feminas                         | Alumbres (Cartagena)  |
| 6º                                                  | Murcia Femeinas "B"                        | Murcia                |
| 7º                                                  | Mar Menor CF                               | San Javier            |
| 8º                                                  | AD Caravaca Feminas                        | Caravaca              |
| 9º                                                  | FC Pinatar                                 | San Pedro del Pinatar |
| 10º                                                 | AD Soledad Feminas                         | Cartagena             |
| 11º                                                 | La Unión CF                                | La Unión              |
| 12º                                                 | Murcia Femenino                            | Murcia                |
| 13º                                                 | AF Cartagena Feminas "B"                   | Cartagena             |
| 14º                                                 | AD Pliego                                  | Pliego                |
| 15º                                                 | Murcia Feminas "B"                         | Murcia                |
| 16º                                                 | AD La Vaguada                              | Cartagena             |
| 17º                                                 | El Palmar CF                               | El Palmar (Murcia)    |
|                                                     | 1ª División Femenina - Grupo 1 (2013-2014) |                       |

## Andalucía
| \| \| 1ª Provincial Femenina - Cádiz (2013-2014) \| |                                            |                                    |
| Pos.                                                | Equipo                                     | Localidad                          |
| 1º                                                  | CD Ciudad de Jerez                         | Jerez de la Frontera               |
| 2º                                                  | CD Salesianos - Algeciras                  | Algeciras                          |
| 3º                                                  | CDS Polideportivo Cádiz                    | Cádiz                              |
| 4º                                                  | Jerez Industrial CF                        | Jerez de la Frontera               |
| 5º                                                  | CD Juventud Chiclana                       | Chiclana de la Frontera            |
| 6º                                                  | Recreativo Portuense CFB                   | El Puerto de Santa María           |
| 7º                                                  | Guadalcacín                                | Guadalcacín (Jerez de la Frontera) |
| 8º                                                  | CD Isleño                                  | San Fernando                       |
| 9º                                                  | CD Águila                                  | San Fernando                       |
|                                                     | 1ª Provincial Femenina - Cádiz (2013-2014) |                                    |

|  | 1ª Provincial Femenina - Cádiz (2013-2014) |

| \| \| 1ª Provincial Femenina - Huelva (2013-2014) \| |                                             |              |
| Pos.                                                 | Equipo                                      | Localidad    |
| 1º                                                   | CFF al-Ándalus Onuba                        | Huelva       |
| 2º                                                   | Sporting Club de Huelva "B"                 | Huelva       |
| 3º                                                   | AD Pérez Cubillas                           | Huelva       |
| 4º                                                   | AVV Cartaya                                 | Cartaya      |
| 5º                                                   | PMD Punta Umbría                            | Punta Umbría |
| 6º                                                   | CP Monterrubio                              | Huelva       |
| 7º                                                   | EMF El Campillo                             | El Campillo  |
| 8º                                                   | CD Las Colonias                             | Huelva       |
| 9º                                                   | Sporting Club de Huelva "C"                 | Huelva       |
| 10º                                                  | CD San Roque de Lepe                        | Lepe         |
| 11º                                                  | CD Trigueros Balompié                       | Trigueros    |
|                                                      | 1ª Provincial Femenina - Huelva (2013-2014) |              |

|  | 1ª Provincial Femenina - Huelva (2013-2014) |

| \| \| 1ª Provincial Femenina - Córdoba (2013-2014) \| |                                              |               |
| Pos.                                                  | Equipo                                       | Localidad     |
| 1º                                                    | AD El Naranjo                                | Córdoba       |
| 2º                                                    | CD Cultural Palomera-Naranjo                 | Córdoba       |
| 3º                                                    | CD Pozoalbense Femenino                      | Pozoblanco    |
| 4º                                                    | Miralbaida CF                                | Córdoba       |
| 5º                                                    | CD Atlético Menciano                         | Doña Mencia   |
| 6º                                                    | CD La Ribera del Guadalquivir                | Córdoba       |
| 7º                                                    | Cerro Muriano CF                             | Cerro Muriano |
|                                                       | 1ª Provincial Femenina - Córdoba (2013-2014) |               |

|  | 1ª Provincial Femenina - Córdoba (2013-2014) |

| \| \| 1ª Provincial Femenina - Granada (2013-2014) \| |                                              |           |
| Pos.                                                  | Equipo                                       | Localidad |
| 1º                                                    | Ogíjares 89 CF                               | Ogíjares  |
| 2º                                                    | Atlético Salobreña                           | Salobreña |
| 3º                                                    | CD Numancia de Granada                       | Granada   |
| 4º                                                    | Albolote CF                                  | Albolote  |
| 5º                                                    | UD Maracena                                  | Maracena  |
|                                                       | 1ª Provincial Femenina - Granada (2013-2014) |           |

|  | 1ª Provincial Femenina - Granada (2013-2014) |

| \| \| 1ª Provincial Málaga - Grupo I (2013-2014) \| |                                            |               |
| Pos.                                                | Equipo                                     | Localidad     |
| 1º                                                  | Puerto de la Torre-Los Morales CF          | Málaga        |
| 2º                                                  | CD Rincón                                  | Málaga        |
| 3º                                                  | El Palo CD                                 | El Palo       |
| 4º                                                  | Atlético Málaga "B"                        | Málaga        |
| 5º                                                  | FB Torreño                                 | Torre del Mar |
| 6º                                                  | Mortadelo UD                               | Málaga        |
| 7º                                                  | CD Nueva Esperanza                         | Málaga        |
| 8º                                                  | Las Delicias Atlético "A"                  | Málaga        |
| 9º                                                  | Antequera CF                               | Antequera     |
| 10º                                                 | Olímpia Victoriana CF                      | Málaga        |
| 11º                                                 | CD Mollina                                 | Mollina       |
|                                                     | 1ª Provincial Málaga - Grupo I (2013-2014) |               |

|  | 1ª Provincial Málaga - Grupo I (2013-2014) |

| \| \| 1ª División Femenina - Almería (2013-2014) \| |                                            |                 |
| Pos.                                                | Equipo                                     | Localidad       |
| 1º                                                  | CD Vícar Cultural                          | Vícar           |
| 2º                                                  | CD Roquetas                                | Roquetas de Mar |
| 3º                                                  | CD Atlético Benahadux                      | Benahadux       |
| 4º                                                  | Huercalense Atlético CD                    | Huércal-Overa   |
| 5º                                                  | UDC Pavía                                  | Almería         |
| 6º                                                  | PD Garrucha                                | Garrucha        |
| 7º                                                  | CP Veratense                               | Vera            |
| 8º                                                  | CD Comarca Río Nacimiento                  | Abla            |
| 9º                                                  | CDM Carboneras                             | Carboneras      |
| 10º                                                 | CD Almerinos                               | Almería         |
|                                                     | 1ª División Femenina - Almería (2013-2014) |                 |

|  | 1ª División Femenina - Almería (2013-2014) |

| \| \| 1ª Provincial Femenina - Sevilla (2013-2014) \| |                                              |                    |
| Pos.                                                  | Equipo                                       | Localidad          |
| 1º                                                    | CD Híspalis                                  | Sevilla            |
| 2º                                                    | Sevilla FC "B"                               | Sevilla            |
| 3º                                                    | Azahar CF                                    | Sevilla            |
| 4º                                                    | CD Rabesa                                    | Alcalá de Guadaíra |
| 5º                                                    | CD Gelves                                    | Punta Umbría       |
| 6º                                                    | AD Pvo. Sevilla Este                         | Sevilla            |
| 7º                                                    | Lora CF                                      | Lora del Río       |
| 8º                                                    | CD El Palmar Vereda Real                     | Utrera             |
| 9º                                                    | Triana CF                                    | Sevilla            |
| 10º                                                   | CD Tinte de Utrera                           | Utrera             |
| 11º                                                   | Osuna Bote Club                              | Osuna              |
|                                                       | 1ª Provincial Femenina - Sevilla (2013-2014) |                    |

|  | 1ª Provincial Femenina - Sevilla (2013-2014) |

| \| \| 1ª Provincial Femenina - Jaén (2013-2014) \| |                                           |                |
| Pos.                                               | Equipo                                    | Localidad      |
| 1º                                                 | Atlético Jienense                         | Jaén           |
| 2º                                                 | EMD Villacarrillo                         | Villacarrillo  |
| 3º                                                 | Martos FS                                 | Cádiz          |
| 4º                                                 | CD Linares CF                             | Linares        |
| 5º                                                 | CD Ciudad de Torredonjimeno               | Torredonjimeno |
| 6º                                                 | CD Ubeda                                  | Ubeda          |
|                                                    | 1ª Provincial Femenina - Jaén (2013-2014) |                |

|  | 1ª Provincial Femenina - Jaén (2013-2014) |

| \| \| 1ª Provincial Femenino - Huelva (2013-2014) \| |                                             |              |
| Pos.                                                 | Equipo                                      | Localidad    |
| 1º                                                   | CFF al-Ándalus Onuba                        | Huelva       |
| 2º                                                   | Sporting Club de Huelva "B"                 | Huelva       |
| 3º                                                   | AD Pérez Cubillas                           | Huelva       |
| 4º                                                   | AVV Cartaya                                 | Cartaya      |
| 5º                                                   | PMD Punta Umbría                            | Punta Umbría |
| 6º                                                   | CP Monterrubio                              | Huelva       |
| 7º                                                   | EMF El Campillo                             | El Campillo  |
| 8º                                                   | CD Las Colonias                             | Huelva       |
| 9º                                                   | Sporting Club de Huelva "C"                 | Huelva       |
| 10º                                                  | CD San Roque de Lepe                        | Lepe         |
|                                                      | 1ª Provincial Femenino - Huelva (2013-2014) |              |

|  | 1ª Provincial Femenino - Huelva (2013-2014) |

| \| \| 1ª Provincial Málaga - Grupo II (2013-2014) \| |                                             |                          |
| Pos.                                                 | Equipo                                      | Localidad                |
| 1º                                                   | CDAD Pablo Picasso                          | Marbella                 |
| 2º                                                   | CD Benalmadena                              | Benalmadena              |
| 3º                                                   | Cala Mijas                                  | La Cala de Mijas (Mijas) |
| 4º                                                   | Juventud Fuengirola                         | Fuengirola               |
| 5º                                                   | CD Mijas                                    | Mijas                    |
| 6º                                                   | Las Delicias Atlético "B"                   | Málaga                   |
| 7º                                                   | Atlético Estación                           | Cartama                  |
| 8º                                                   | CD Álora                                    | Álora                    |
| 9º                                                   | CD Ciudad de Estepona                       | Estepona                 |
| 10º                                                  | Candor CF                                   | Mijas                    |
|                                                      | 1ª Provincial Málaga - Grupo II (2013-2014) |                          |

|  | 1ª Provincial Málaga - Grupo II (2013-2014) |

Play-off de ascenso
|  | Cuartos de final        | Cuartos de final | Cuartos de final |   |                | Semifinales | Semifinales | Semifinales |  |  | Final      | Final | Final |
|  |                         |                  |                  |   |                |             |             |             |  |  |            |       |       |
|  |                         |                  |                  |   |                |             |             |             |  |  |            |       |       |
|  | Ogíjares'89 CF          | 2                | 1                |   |                |             |             |             |  |  |            |       |       |
|  | Sporting Huelva "B"     | 0                | 1                |   |                |             |             |             |  |  |            |       |       |
|  | Sporting Huelva "B"     | 0                | 1                |   | Ogíjares'89 CF | 1           | 3           |             |  |  |            |       |       |
|  |                         |                  |                  |   | Ogíjares'89 CF | 1           | 3           |             |  |  |            |       |       |
|  |                         | AD Naranjo       | 2                | 3 |                |             |             |             |  |  |            |       |       |
|  | Martos FS               | AD Naranjo       | 2                | 3 | 0              | 1           |             |             |  |  |            |       |       |
|  | Martos FS               |                  |                  |   | 0              | 1           |             |             |  |  |            |       |       |
|  | AD Naranjo              | 4                | 3                |   |                |             |             |             |  |  |            |       |       |
|  |                         |                  |                  |   |                |             |             |             |  |  | AD Naranjo | 2     | 1     |
|  |                         |                  | CD Hispalís      | 2 | 0              |             |             |             |  |  |            |       |       |
|  | CD Benalmadena          | 2                | 2                |   |                |             |             |             |  |  |            |       |       |
|  | CD Salesianos Algeciras | 2                | 1                |   |                |             |             |             |  |  |            |       |       |
|  | CD Salesianos Algeciras | 2                | 1                |   | CD Benalmadena | 0           | 2           |             |  |  |            |       |       |
|  |                         |                  |                  |   | CD Benalmadena | 0           | 2           |             |  |  |            |       |       |
|  |                         | CD Hispalís      | 1                | 4 |                |             |             |             |  |  |            |       |       |
|  | CD Hispalís             | CD Hispalís      | 1                | 4 |                |             |             |             |  |  |            |       |       |
|  |                         |                  |                  |   |                |             |             |             |  |  |            |       |       |
|  |                         |                  |                  |   |                |             |             |             |  |  |            |       |       |

## Castilla-La Mancha
Grupo 1 - http://www.ffcm.es/pnfg/NPcd/NFG_VisGrupos_Vis?cod_primaria=1000123&codgrupo=1126309
Grupo 2 - http://www.ffcm.es/pnfg/NPcd/NFG_VisGrupos_Vis?cod_primaria=1000123&codgrupo=1126311

## Comunidad de Madrid
https://www.ffmadrid.es/pnfg/NPcd/NFG_VisGrupos_Vis?cod_primaria=1000123&codgrupo=9229895
- Datos: Q73620564